# Jürgen Kluge
Jürgen Kluge (Aschersleben, 29 dicembre 1939) è un ex pallanuotista tedesco orientale.
Ha fatto parte della Squadra Unificata Tedesca ai Giochi di Tokyo 1964, e della Germania Est ai Giochi di Città del Messico 1968.
Ha vinto 1 argento ai Campionati europei del 1966.